# Putzleinsdorf
Putzleinsdorf település Ausztriában, Felső-Ausztria tartományban, a Rohrbachi járásban, területe 22 km².

## Fekvése
Tengerszint feletti magassága 603 méter. Putzleinsdorf Atzesberg, Hörbich, Lembach im Mühlkreis, Niederkappel, Hofkirchen im Mühlkreis és Pfarrkirchen im Mühlkreis településekkel határos.

## Népesség
Lakosainak száma 1553 fő (2018. január 1.).